# 1997 EF41
1997 EF41 är en asteroid i huvudbältet som upptäcktes den 10 mars 1997 av LINEAR i Socorro County, New Mexico.
Asteroiden har en diameter på ungefär 3 kilometer.